# 안토니오 솔레르
안토니오 프란시스코 하비에르 호세 솔레르 라모스(Antonio Francisco Javier José Soler Ramos)는 일반적으로 안토니오 솔레르로 알려져 있다. 바로크 후기와 초기 고전주의 음악 시대의 작곡가이다. 그는 대부분 1악장으로 구성된 건반 소나타 로 가장 잘 알려져 있다.
솔레르는 카탈루냐에서 태어났다. 1736년 6세 때 그는 몬세라트 수도원에 입학하여 음악을 공부했다. 1746년, 그가 17세였을 때, 그는 례이다의 카펠마이스터로 임명되었으며, 라세우두르젤에서도 그 직위를 행사했다고 한다. 1752년 23세 때 그는 작곡가이자 오르간 연주자로서의 재능을 인정받아 산 로렌초 델 에스코 리알 수도원에 들어간 후 카스티야로 이주했다. 그의 명성은 곧 도메니코 스카를라티와 호세 드 네브라가 그를 학생으로 받아들이고 그곳에서 높은 수준의 훈련을 마치도록 이끌었다.
솔러는 1752년 23세의 나이에 수련자로 수도원에 들어갔고, 1년 후 성직을 받아 엘에스코리알 (마드리드 근처)에서 바쁜 일상을 시작했다.
그곳에서 그는 하루 20시간 근무한 것으로 알려졌으며 그 과정에서 500곡이 넘는 작품을 작곡했다. 그 중에는 약 150개의 건반 소나타가 있었는데, 그 중 다수는 그의 제자인 카를로스 3세의 아들을 위해 작곡된 것으로 추정된다. 다른 작품으로는 가톨릭 전례 음악이 있다. 그는 엘에스코리알 수도원에서 사망했다.